# Un'ichi Hiratsuka
Un'ichi Hiratsuka (平塚運一, Hiratsuka Un'ichi) est un peintre japonais du XXe siècle, né le 17 novembre 1895 à Matsue dans la préfecture de Shimane et mort le 18 novembre 1997 .

## Biographie
Graveur de sujets religieux et peintre traditionnel, Un'ichi Hiratsuka sort diplômé du collège commercial de Matsue. Il étudie la peinture occidentale avec Ishii Hakutei (1882-1958) et Umehara Yũzaburo, et la gravure sur bois avec Igami Bonkotsu. En 1916, Il expose des estampes au Salon Nika (les deux disciplines : peinture et sculpture). En 1924, il est l'un de cofondateurs de la Société créatrice d'estampes japonaises. En 1939, une de ses œuvres, exposée au Salon Bunten, émanant du ministère de l'Éducation, est achetée par le gouvernement, et il est nommé professeur à l'Université des arts de Tokyo, ainsi qu'au Collège national d'art de Pékin. Parmi ses étudiants figurent notamment Sadao Kuroki, Kitaoka Fumio et Kihei Sasajima.
En 1950, il fonde l'Institut de gravure de Hiratsuka, pour la formation des jeunes graveurs. En 1957 et 1960, il figure à la Biennale internationale d'estampe de Tokyo. Il est membre de l'Association nationale de peinture (Kokugakai), et de l'Association japonaise de gravure.

## Style et technique
Son style figuratif et ses compositions monochromes à l'encre sont empreintes d'une sensibilité contenue. Grâce à une technique de gravure sur bois peu courante, qui repose essentiellement sur l'utilisation quasi exclusive du burin plat, il obtient d'intéressants effets de textures. Il affectionne les sujets religieux traditionnels, où le goût du détail ne dessert en rien le rythme complexe des horizontales et des verticales.